# Léa Bello
Léa Bello (Arlés, Francia, 15 de marzo de 1987) es videógrafa, periodista, geofísica y divulgadora científica francesa. Bello presentó la serie web Zeste de science y participó en otros programas de mediación científica.

## Biografía
Léa Bello se incorporó a la École Normale Supérieure de Lyon y obtuvo un doctorado en geofísica. En enero de 2015, defendió su tesis en ciencias de la Tierra, titulada "Predicción de estructuras convectivas terrestres », antes de seguir una formación en comunicación científica en el Instituto de la comunicación y los medios de comunicación de Grenoble. Tiene una maestría en comunicación científica.
A finales de 2017, el CNRS lanzó el canal YouTube de divulgación científica Zeste de science, presentado por Léa Bello donde, en « un tono poco convencional, presenta una investigación en curso o un descubrimiento reciente » En 2019, se asoció con Sébastien Carassou para el festival internacional de cine científico y su guion sobre paleoclimatología recibió el premio Science & Vie TV - La Science. en short », la ciencia en pantalones cortos.
Luego se unió al equipo del canal de YouTube Le Vortex, lanzado en marzo de 2019 y que también trata de la divulgación de la ciencia; en particular, publica allí con Manon Bril un vídeo sobre estereotipos sexistas y electrodomésticos. Léa Bello participa en otros canales científicos, como Avis de recherche, donde entrega un análisis de Netflix, y Mental Walk, sobre la vida submarina.